# Animale în mitologie
Conform mitologiei, animalele au apărut pe lume pentru a-i ajuta pe oameni sau dimpotrivă, pentru a le stingheri existența și pentru a-i pedepsi pentru păcatele lor. În unele mitologii ca cea egipteană, ele erau trimiși ai zeilor pe pământ, sau înșiși zeii și trebuiau respectate și adorate.  Vrând să explice proprietățile și originile animalelor, oamenii și-au imaginat încă din cele mai vechi timpuri legende și mituri, în care aceste ființe, obișnuite în ziua de astăzi, capătă însușiri fabuloase. 

## Rolul diferitelor animale în mitologie

### Broasca
În  mitologia egipteană, broasca o reprezenta pe zeița nașterii, pe Heket, adesea reprezentată cu capul acestui animal, amintind de fertilitatea deosebită a broaștei. Ea și soțul ei Khnum, au creat ființele marine, ceea ce ar însemna că pentru egipteni, broasca este primul animal ce a populat apa.

### Bufnița

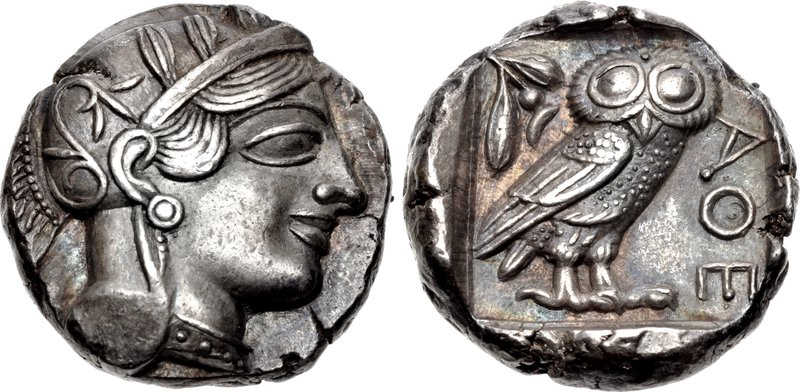
Monedă găsită în Attica, reprezentând-o pe zeița Atena împreună cu simbolul ei, bufnița.

În mitologie, bufnița este reprezentanta a două noțiuni contradictorii: moartea sau înțelepciunea, care este, conform unor concepții antice, sinonimă cu viața. Contradicția este explicată prin faptul că zeitatea morții, după unele credințe preclasice, cunoaște și secretele vieții, ale nașterii și ale reîncarnării.
În mitologia sumeriană, zeița morții era reprezentată ca o femeie goală flancată de două bufnițe. În  mitologia greacă, bufnița este simbolul Atenei, zeița înțelepciunii. Lilith, vechea zeiță ebraică, diavolița morții infantile era identificată cu această pasăre. Ouăle de bufniță, dimpotrivă, asigurau o viață lungă și o tinerețe durabilă, conform legendelor antichității. Ca orice pasăre răpitoare de noapte, în multe superstiții ale diferitelor popoare, bufnița anunța moartea într-o casă dacă se arăta deseori prin prejma ei.

### Calul

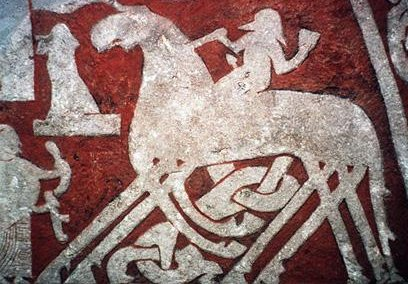
Zeul nordic Odin intrând în Valhalla pe calul său, Sleipnir.

În multe mitologii, calul era animalul călărit de zeul-soare,însă mai târziu apar care trase de patru cai sau de doi, ca în cazul zeului grec Helios. În mitologia nordică, Odin se deplasa călărind un armăsar cu opt picioare, numit Sleipnir. Sacrificarea cailor era rezervată zeilor și asociată ritualurilor funerare , asigurând puterea pe care o deținea noul rege, putere simbolizată prin soarele care răsare.

### Cămila
În religia islamică, Allah a creat cămila din lutul pe care Azrail l-a adus pentru facerea lui Adam. Din ce a rămas din lut, după creația omului, a apărut acest animal. Cămilele au devenit semne ale lui Allah și pot fi mâncate, iar odată au fost folosite drept jertfe aduse zeilor păgâni. Se spune că o cămilă a ieșit dintr-o stâncă, drept semn al profetului Salih, adus oamenilor din Thamud, dar aceștia au ucis-o.

### Cocorul
În mitologia greacă, cocorul era asociat zeului Apollo, zeu al luminii solare, deoarece se credea că era treaz în fiecare dimineață, devreme, pentru a spune rugăciunile. Pentru arabi și persani, creierul și vezica biliară erau considerate a avea proprietăți medicale miraculoase, capabile să asigure o viața îndelungată.

### Cocoșul
În islamism, Allah a creat un cocoș uriaș ce avea picioarele în primul strat al cerurilor, iar capul îi ieșea prin cel de-al șaptelea strat. În fiecare noapte, când Allah aduce pe lume câte 70 000 de noi îngeri și îi duce în marea moschee Masjid al-Aqsa, cocoșul din ceruri începe să cânte. Atunci, ceilalți cocoși de pe pământ îl aud și îi imită cântecul, așa explicându-se de ce aceste păsări cântă înainte de revărsatul zorilor. Ele aduc aminte oamenilor că este timpul pentru rugăciune. Într-o zi, cocoșul gigantic va cânta pentru ultima oară, iar atunci morții vor învia.

### Corbul

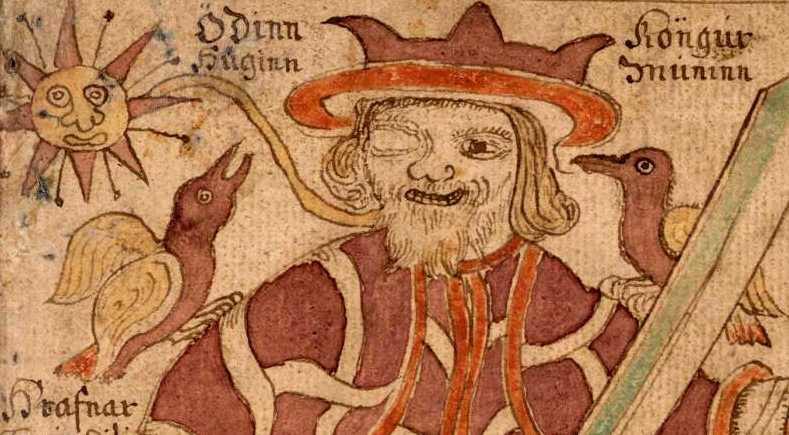
Cei doi corbi din mitologia nordică, Hugin și Munin, stând pe umerii stăpânului lor, Odin

Pasăre neagră și sumbră, corbul este asociat cu moartea în aproape toate mitologiile. În mitologia celtică, zeițele Badb și Morrigan, personificări ale războiului și regine ale fantomelor apar pe câmpul de luptă sub forma a trei astfel de păsări. Pentru sufiți, corbii simbolizau întunecimea unei perioade de separare de divinitate. Cu toate acestea, corbii mai apar în mitologie și cu alte funcții, de exemplu, ei sunt mesageri ai unor zei. În mitologia persană, această pasăre este  unul din cele șapte simboluri ale lui Mithra. În mitologia nordică, cei doi corbi ai zeului Odin, Hugin și Munin îl înștiințează pe stăpânul lor despre ceea ce se întâmplă în lume. Tot în mitologia celtică, corbul este un simbol al lui Lug, zeu omniscient, și asta datorită faptului că fiind pasăre reprezintă celestul și lumina, iar prin culoarea sa reprezintă terestrul și tenebrele. Corbul mai este întâlnit și în legenda potopului din mitologia mesopotamică. Singurul supraviețuitor al dezastrului, împreună cu familia sa, Uta-Napiștim, trimite din corabia sa un porumbel, o rândunică și un corb, pentru a vedea cine a mai reușit să scape. Din aceste trei păsări, doar corbul a fost necredincios și nu s-a întors.

### Furnicile
În mitologia greacă, tânăra Mirmex, nemulțumind-o pe zeița Atena, a fost preschimbată în furnică, ființă socotită de greci dăunătoare recoltelor. Totuși, aceste insecte îi uimeau pe antici prin puterea lor de a căra obstacole mult mai mari decât ele. O altă legendă grecească surprinde transformarea de către Zeus a unor furnici, probabil din neamul lui Mirmex, în oameni. Aceștia, printre care se numărau și Ahile și Patrocle erau mirmidonii, cei mai viteji războinici ai Greciei Antice.

### Lăcustele
În tradiția islamică, lăcustele au fost printre primele animale create de Allah. Ele sunt creaturi inteligente și le-a fost milă de Adam, când acesta a fost alungat din Rai. Ele au fost aduse pe lume din lutul care a mai rămas după modelarea omului. Regele lăcustelor este la fel de mare ca un vultur și primește ordine directe de la Allah. Astfel când faraonul a refuzat să lase pe evrei să părăsească Egiptul, lăcustelor li s-a poruncit să zboare peste această țară și să întunece cerul. Aceste insecte au scrise pe aripi litere vechi arabe, ca: "Dumnezeu este unul". Ele formează o armată redutabilă și puternică pe care Allah o poate folosi împotriva oricărui regat păgân.

### Năpârca
În epopeea din secolul al XV-lea, "Paradisul Reginei Sibylle", femeile și fetele se transformă în năpârci vinerea, la miezul nopții, iar duminica, redevin oameni, fiind chiar mai frumoase ca înainte.

### Păianjenul
În islamism există un mit legat de această insectă. Profetul Mahomed a reușit să scape de următorii săi pentru că s-a ascuns într-o peșteră, la gura căreia un păianjen a țesut o pânză cu o rapiditate uimitoare. În mitologia greacă, zeița Atena o transformă pe tânăra Arachne într-un păianjen, pentru că era mai pricepută ca ea în arta țesutului. Astfel explică grecii originea acestei insecte și priceperea ei de a țese. De altfel, măiestria păienjenilor a fascinat multe popoare, printre cale și cele africane care credeau că aceștia pot atârna în aer fără să cadă. Ei vedeau un zeu în păianjen. 

### Peștele

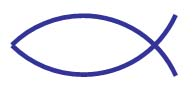
Simbolul creştinismului în antichitate era asemănător cu imaginea unui pește.

Pentru primii creștini, peștele era simbolul lui Hristos și astfel al religiei lor, deoarece primele litere ale cuvintelor "Iisus Christos, Theou Uios Soter" ("Iisus Hristos, Fiul lui Dumnezeu, Mântuitorul"), în litere grecești alcătuiesc cuvântul grec "ichthus" ("pește"). Desenul unui pește era semnul secret al credinței creștine în contextul politicii ostile ale împăraților romani.  

### Porumbelul
În Biblie, porumbelul era pasărea mesager pe care Noe a trimis-o din arcă, după terminarea potopului. Această pasăre s-a întors cu o ramură de măslin, semn că apa s-a scurs de pe fața pământului. Simbol al inocenței și purității, porumbelul este una din formele trupești pe care Duhul Sfânt le ia când coboară din cer. În mitologia greacă, porumbelul este pasărea Afroditei, devenind un simbol al dragostei. Arabii văd în această pasăre un mesager al iubirii, norocului și păcii, al fidelității dintre soț și soție și dintre frați.

### Scorpionul
În mitologia sumeriană, scorpionul este paznicul țării nemuritorilor. În Asia Mică, el era asociat zeiței lunii și a vânătorii, Artemis. Perioada din luna octombrie, a culesului strugurilor, când soarele trece prin semnul Scorpionului îi este dedicată acestui animal. În mitologia persană, scorpionul este dușamnul lui Mithra, zeul vieții și al verii, devenind astfel simbolul toamnei, al morții și al distrugerii.

### Șacalul

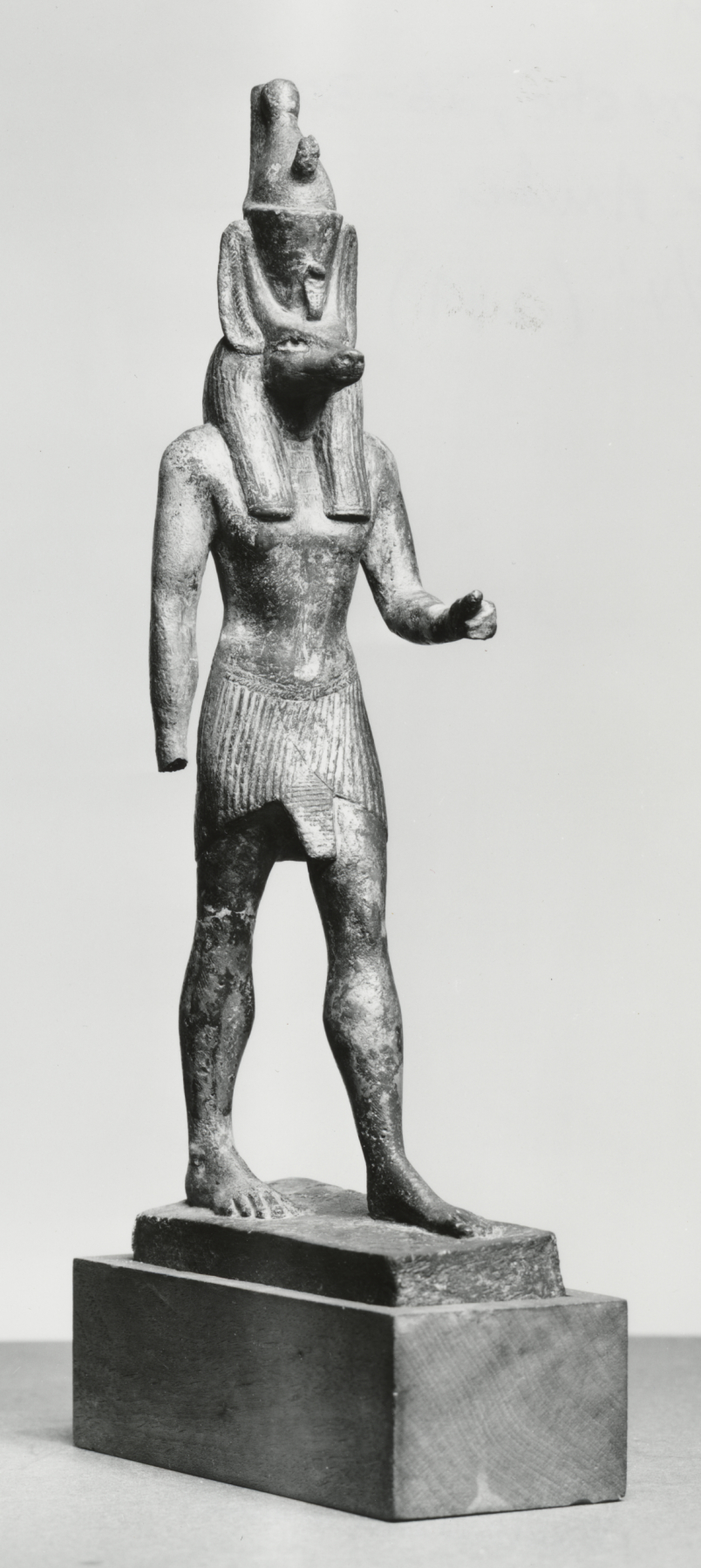
O statuie reprezentându-l pe zeul egiptean Anubis, zeu ce avea cap de șacal

În Egiptul Antic, șacalul era emblema zeului Anubis, care călăuzea sufletele morților pe tărâmul celălalt. Șacalul a fost admirat în foarte multe mitologii, din Africa până în India, pentru înțelepciunea și viclenia sa.

### Șarpele

Toiagul lui Asclepios

În mitologie, această reptilă era admirată pentru că își leapădă pielea, fiind un simbol al înnoirii, al întineririi și chiar al nemuririi. Șarpele era asociat deseori cu zeul sau cu zeița pământului. În multe culturi, șarpele este feminin, este un simbol al feminității. În mitologia greacă, zeul medicinei, Asclepios, poartă un șarpe sau doi șerpi,care au puteri asupra vieții

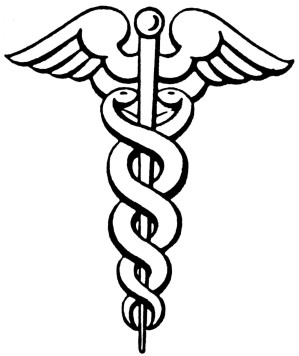
Caduceul, simbolul zeului grec Hermes (Mercur)

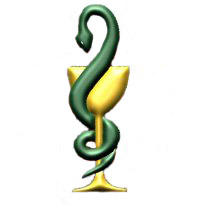
Pocalul zeiţei greceşti a sănătăţii,Hygeia

Șarpele totodată poate fi un simbol al răului, al pericolului sau al ispitei. În "Epopeea lui Ghilgameș", iarba nemuririi dobândită cu atâta trudă de erou, este înghițită de un șarpe spulberând astfel speranța depășirii stadiului de muritor. În Biblie, această reptilă este o ființă mitică, foarte mare și lungă, care are o gândire și o fire rea. Diavolul însuși ia forma unui șarpe pentru a o ispiti pe Eva. În mitologia nordică, șarpele uriaș Jormungand, care înconjoară întreaga lume a oamenilor cu trupul său, se va ridica din ape în ziua de Ragnarok și va contribui, alături de giganți, la sfârșitul lumii.

### Țestoasa
În mitologia greacă, broasca țestoasă este atribuită zeului Hermes, cel care s-a folosit primul de carapacea ei pentru a alcătui un instrument muzical numit țiteră. În China, acest animal simboliza nordul și iarna. În 
mitologia indiană, lumea este alcătuită dintr-o piramidă, având la bază o țestoasă care susține pe carapacea ei un elefant, ce ține cu trompa lui lumea. În civilizația Maya, zeul lunii, deține o platoșă făcută din carapacea unei broaște țestoase. Longevitatea acestui animal este asociată la foarte multe popoare cu ideea de nemurire. În mitologia tibetană, dar și în concepția unor populații din Bengal, broasca țestoasă a fost aleasă de zeul creator pentru a aduce pământ de pe fundul Oceanului Primordial. Astfel, țestoasa are un rol important în geneza lumii.